# شگرف‌کوسه‌ها
شگرف‌کوسه‌ها (نام علمی: Carcharocles) یک سرده از تیره گوشی‌دندانان است. این سرده شامل گونه‌هایی از کوسه‌ها است که به اصطلاح بزرگ‌دندان نامیده می‌شوند و بین ۹ تا ۱۸ متر طول داشتند. مشهورترین و بزرگ‌ترین گونه این سرده مگالودون نام دارد که بزرگ‌ترین ماهی درنده تاریخ نیز شناخته می‌شود. شگرف‌کوسه‌ها در اکوسیستم دریاها و اقیانوس‌ها شکارچی رأس هرم غذایی محسوب می‌شدند و از ماهیان، لاک‌پشت‌های دریایی، گاودریایی‌سانان و آب‌بازسانان تغذیه می‌کردند.